# Macromia septima
Macromia septima là loài chuồn chuồn trong họ Macromiidae. Loài này được Martin mô tả khoa học đầu tiên năm 1904.